# Symplocarpus foetidus
 (novembre 2023).
Espèce
Classification phylogénétique
Symplocarpus foetidus, le symplocarpe fétide, chou puant (au Québec) ou skunk cabbage en anglais est une espèce de la famille des Araceae. Elle doit son nom vernaculaire à son feuillage qui apparaît après la floraison. Il ressemble alors à celui d’un gros chou, qui répand une odeur de moufette lorsqu’il est froissé ou piétiné.

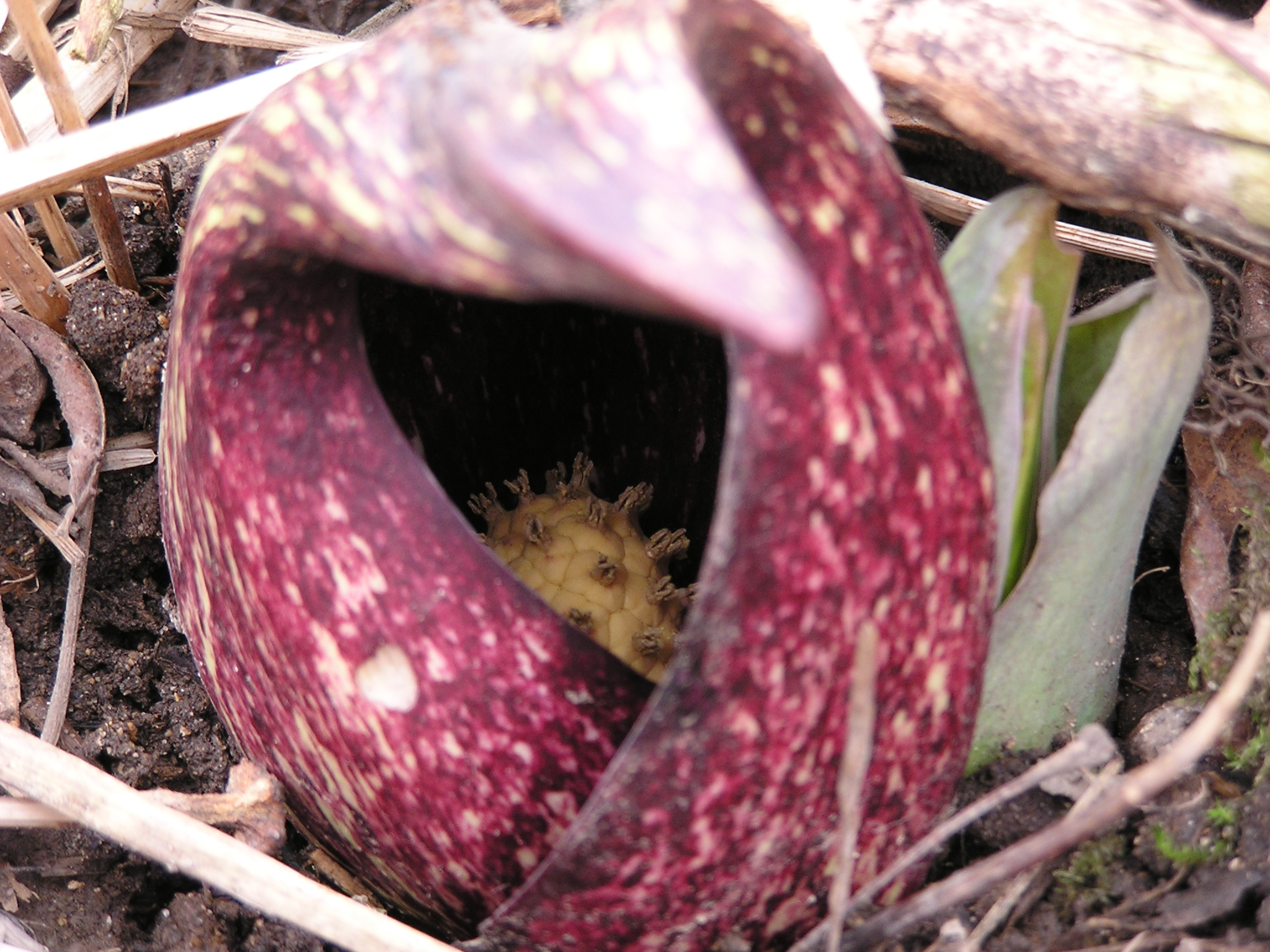
Inflorescence.

Cette plante des bois marécageux de l’est de l’Amérique du Nord a des parents proches en Asie de l'Est : Symplocarpus egorovii, Symplocarpus nabekuraensis, Symplocarpus nipponicus et Symplocarpus renifolius.
Le spadice fétide de cette plante est entouré par une spathe brunâtre en forme de capuchon de moine.

À la suite d’une réaction chimique exothermique par oxydation de lipides, le spadice est 15 à 30 °C plus chaud que son entourage, ce qui permet à l’inflorescence de percer la neige (comme le perce-neige) et la glace. La plante peut ainsi fleurir dès le mois de janvier.

## Description
Le chou puant de l'Est a des feuilles grandes, de 40 à 55 cm (16 à 22 pouces) de long et de 30 à 40 cm (12 à 16 pouces) de large. Il fleurit tôt au printemps lorsque seules les fleurs sont visibles au-dessus de la boue. Les tiges [ clarification nécessaire ] restent enfouies sous la surface du sol et les feuilles émergent plus tard. Les fleurs sont produites sur un spadice de 5 à 10 cm (2 à 4 pouces) de long contenu dans une spathe , de 10 à 15 cm (4 à 6 pouces) de hauteur et de couleur pourpre tacheté. Le rhizome a souvent une épaisseur de 30 cm (0,98 pi).

## Culture
Cette espèce étrange, qui est rarement proposée, peut être plantée dans un marais ou sur une lisière d’étang.

## Dans la culture populaire
Cette plante est mentionnée à de nombreuses reprises dans La Couleur tombée du ciel, nouvelle de H. P. Lovecraft (on y trouve son nom traduit par « chou punais »).

## Écologie
Casser ou déchirer une feuille produit une odeur âcre mais inoffensive, à l'origine du nom commun de la plante ; il est également nauséabond lorsqu'il fleurit. La plante n'est pas toxique au toucher. L'odeur nauséabonde attire ses pollinisateurs : mouches nécrophages, phléoles et abeilles. L'odeur dans les feuilles peut également servir à décourager les gros animaux de déranger ou d'endommager cette plante, qui pousse dans les sols mous des zones humides.
Le chou puant de l'Est est remarquable pour sa capacité à générer des températures allant jusqu'à 15 à 35 °C (27 à 63 °F) au-dessus de la température de l'air par respiration cellulaire résistante au cyanure afin de se frayer un chemin à travers le sol gelé, le plaçant parmi un petit groupe de plantes thermogéniques. Même s'il fleurit alors qu'il y a encore de la neige et de la glace au sol, il est pollinisé avec succès par les premiers insectes qui émergent également à ce moment-là. Certaines études suggèrent qu'au-delà de permettre à la plante de pousser dans un sol glacé, la chaleur qu'elle produit peut aider à diffuser son odeur dans l'air. Les insectes charognards attirés par l'odeur peuvent être doublement encouragés à entrer dans le spathe car il est plus chaud que l'air environnant, alimentant la pollinisation. 
Le chou puant de l'Est a des racines contractiles qui se contractent après avoir poussé dans la terre. Cela tire la tige de la plante plus profondément dans la boue, de sorte que la plante pousse en fait vers le bas et non vers le haut. Chaque année, la plante s'enfonce plus profondément dans la terre, de sorte que les plantes plus anciennes sont pratiquement impossibles à déterrer. Ils se reproduisent par des graines dures de la taille d'un pois qui tombent dans la boue et sont emportées par les animaux ou par les inondations. [ citation nécessaire ]
Certaines mouches à viande, comme Calliphora vomitoria, sont des pollinisateurs connus du chou puant.

## Utilisation
Au XIXe siècle, la pharmacopée américaine a classé le chou puant de l'Est comme le médicament "dracontium".  Il a été utilisé dans le traitement des maladies respiratoires, des troubles nerveux, des rhumatismes et de l'hydropisie. [la citation nécessaire ] En Amérique du Nord et en Europe, le chou puant est parfois cultivé dans les jardins d'eau. Le chou puant était largement utilisé comme plante médicinale, assaisonnement et talisman magique par diverses tribus d'Amérindiens. Les jeunes feuilles bien séchées se reconstituent assez bien en soupes ou en ragoûts. Les porte-greffes soigneusement séchés peuvent être transformés en une farine agréable semblable au cacao.

## Toxicité
Le chou puant contient souvent des cristaux d'oxalate de calcium et, par conséquent, la plante est considérée comme ayant une toxicité moyenne pour l'homme. La toxicité peut être éliminée par une préparation minutieuse.

## Galerie

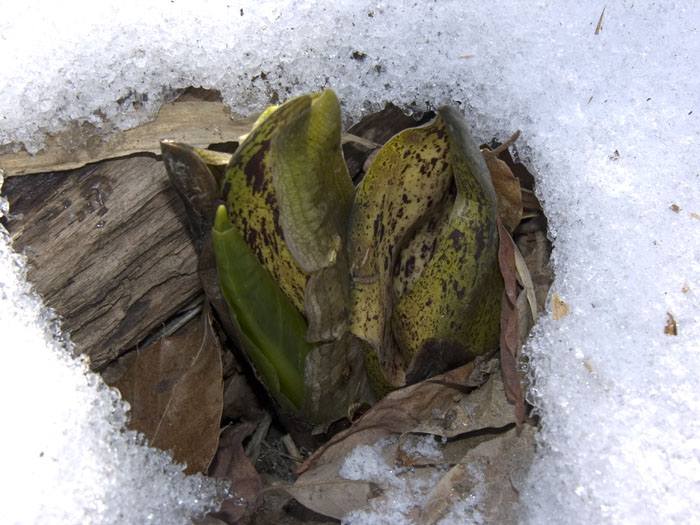
Chou puant de l'Est faisant fondre un trou dans la neige.
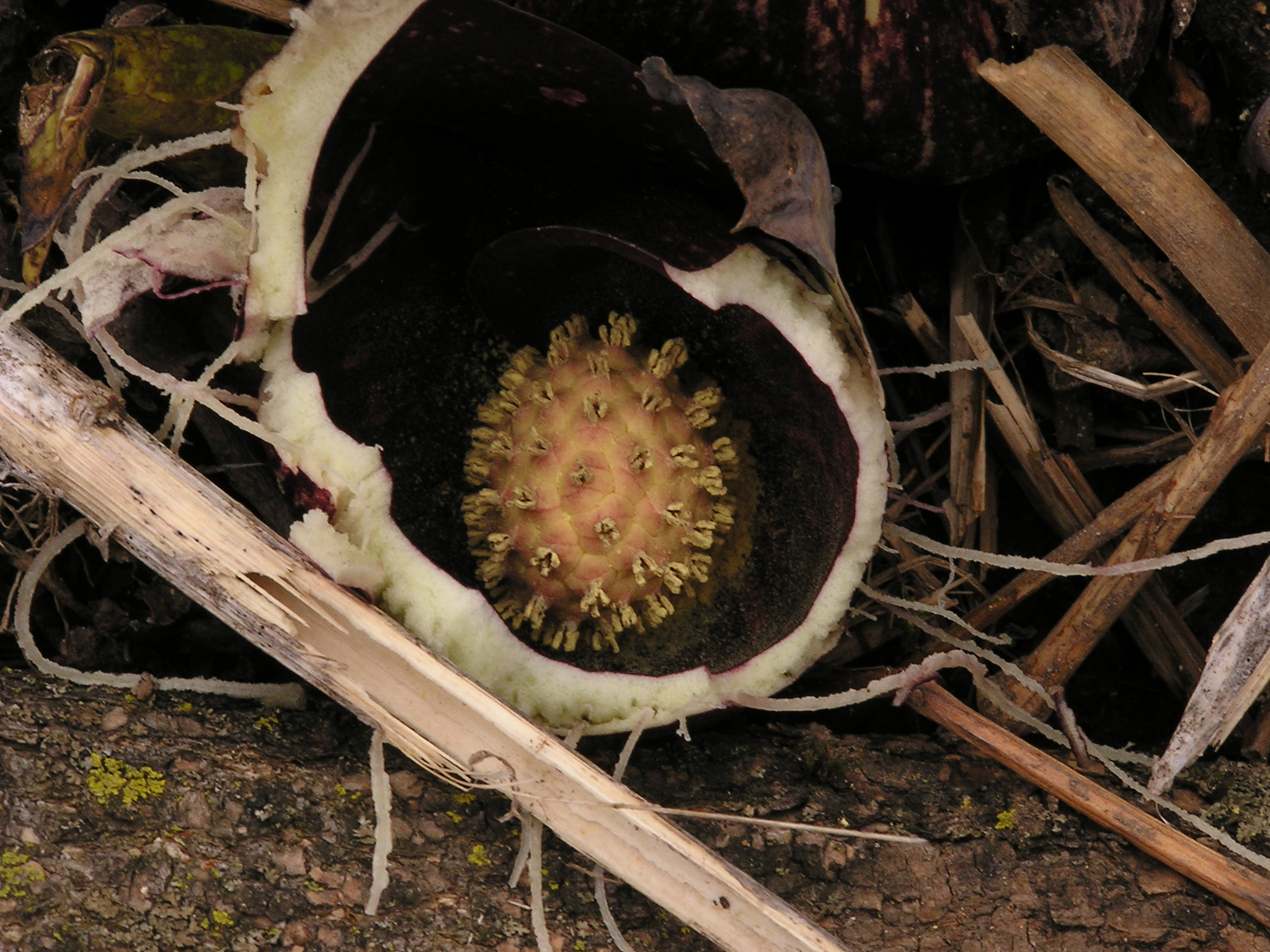
Une vue en coupe du spadice (grappe de fleurs) à l'intérieur de la spathe du chou puant.
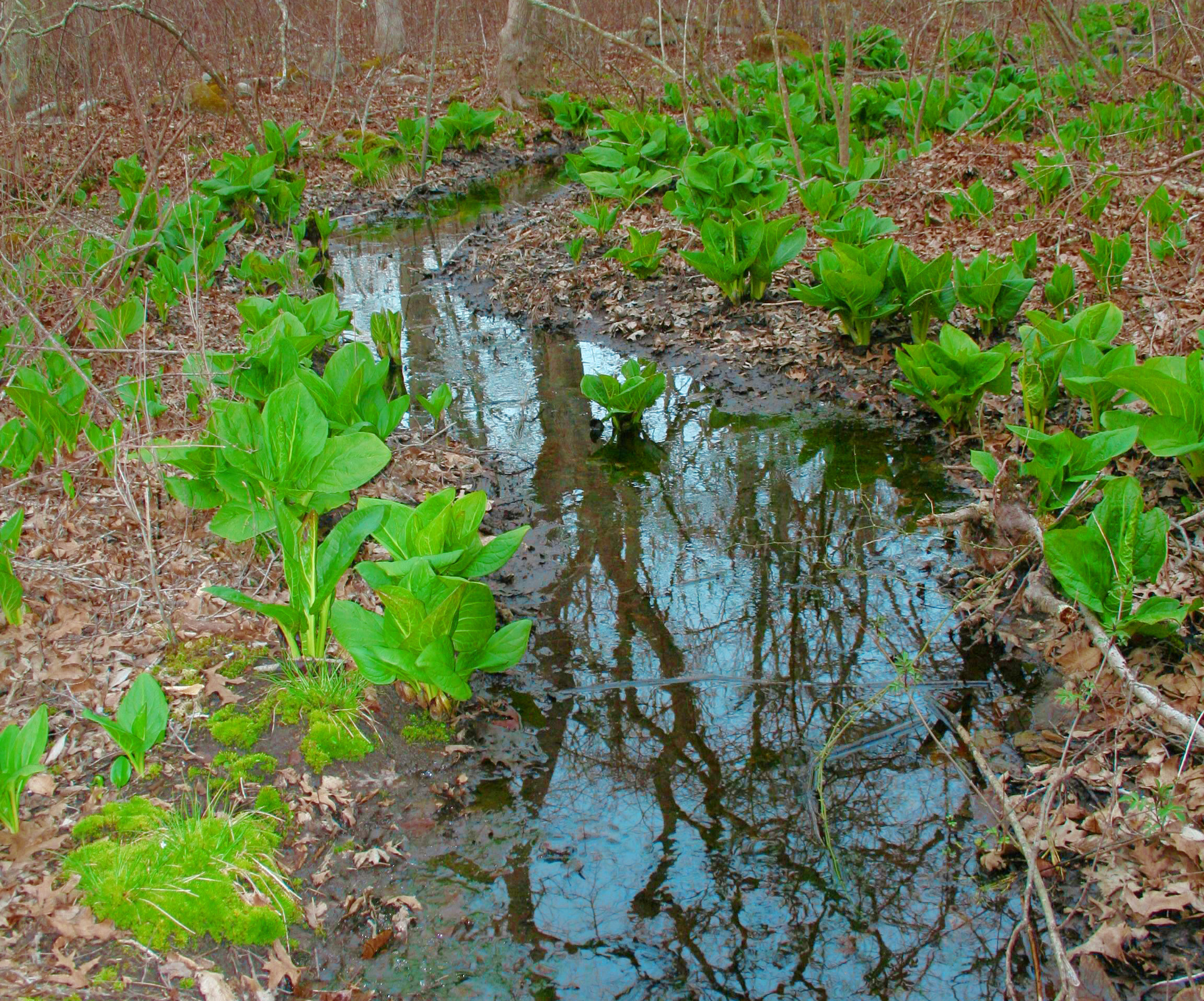
Au début du printemps, la croissance du chou puant de l'Est le long d'un ruisseau qui coule sur l'île de Martha's Vineyard.
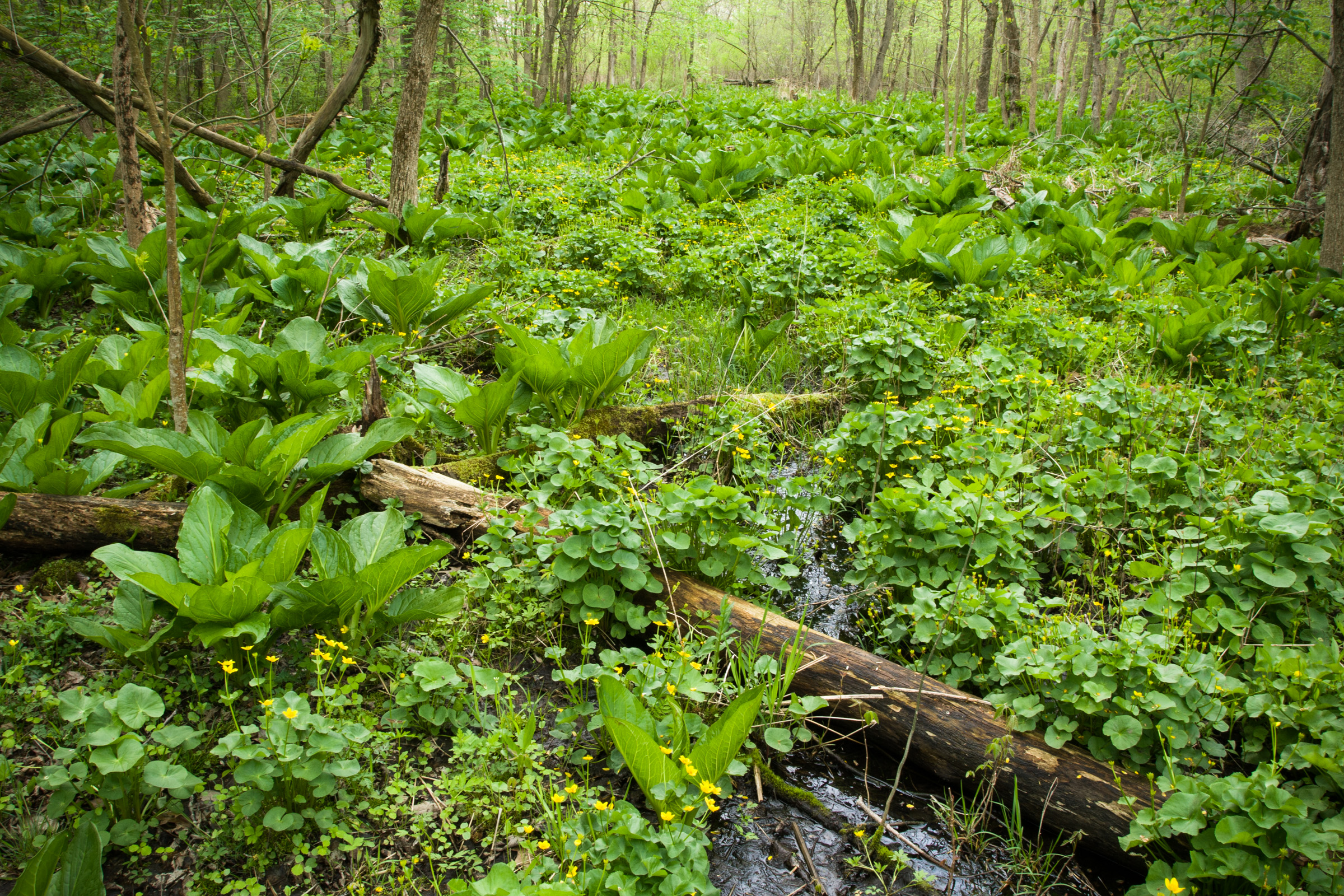
Feuilles de chou puant et soucis des marais en fleurs (Caltha palustris) dans un marais boisé.
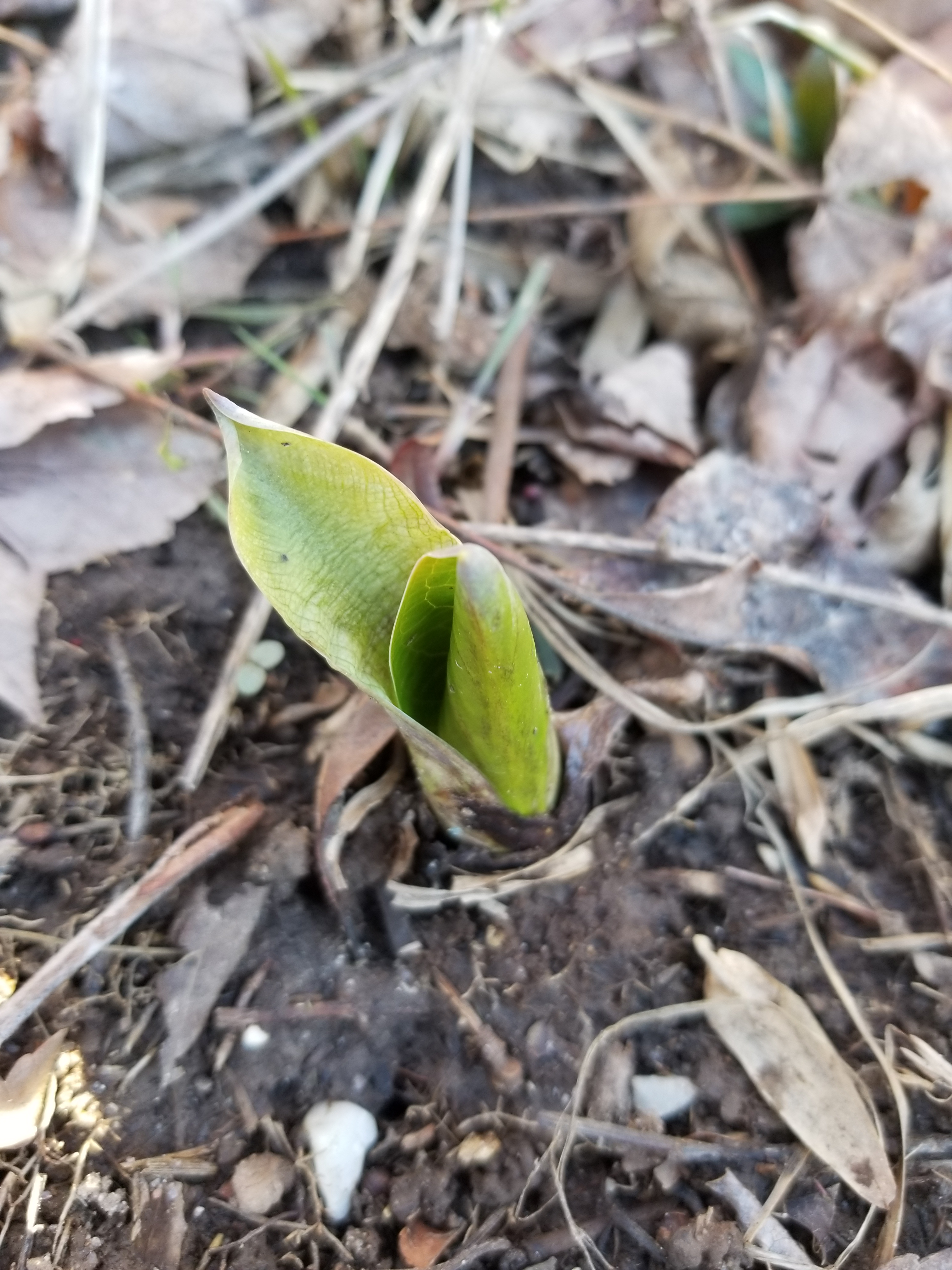
Chou puant émergeant du sol pendant l'hiver.